# 桓石民
桓 石民（かん せきみん、生年不詳 - 389年）は、東晋の軍人。譙国竜亢県の人。東晋の征西大将軍桓豁の子。主に荊州方面で前秦と戦い、淝水の戦い後、東晋の飛躍に貢献した。

## 生涯
東晋に仕え、衛将軍謝安の参軍に任じられていた。
太元6年（381年）11月、前秦の荊州刺史都貴・司馬閻振・中兵参軍呉仲が2万の兵を率いて竟陵へ侵攻した。車騎将軍桓沖は桓石民・南平郡太守桓石虔・竟陵郡太守郭銓らに水陸2万の兵を率いて迎撃させた。
太元8年（383年）5月、竟陵郡太守趙統が襄陽攻略に向かった。振威将軍に任じられていた桓石民は援軍として後続となった。
6月、桓石民・前将軍劉波・冠軍将軍桓石虔らとともに筑陽を攻略した。武当を攻めて、前秦の兗州刺史張崇を破った。
7月、随郡太守夏侯澄とともに前秦の冠軍将軍慕容垂・姜成らを漳水で破った。桓沖の上疏により、振武将軍・都督荊江豫三州之十郡諸軍事・襄城郡太守に任じられ、夏口を守った。
11月、夏侯澄とともに、漳口で前秦の平南将軍慕容暐・姜成等を破り、姜成を討ち取った。
太元9年（384年）2月、桓沖が亡くなり、詔により譙国内史・梁郡太守に任じられていた桓石民は、荊州刺史に任じられた。
7月、魯陽に拠り、河南郡太守高茂を遣わして洛陽の北を守らせた。
太元11年（386年）6月、将軍晏謙を遣わして弘農を攻略した。
10月、前秦皇帝苻丕が洛陽侵攻を目論んでいた。桓石民は揚威将軍馮該を遣わして迎撃させた。苻丕・左僕射王孚・吏部尚書苟操らを討ち取り、皇太子苻寧・長楽王苻寿を捕らえ、首級とともに建康へ送った。
丁零族の族長翟遼が山陵へ侵攻した。桓石民は河南郡太守馮遵を遣わして撃退した。
乞活の黄淮は并州刺史を自称、数千の兵を集め、翟遼とともに長社を攻めた。桓石民は南平郡太守郭銓・松滋郡太守王遐之を遣わして黄淮を撃ち、黄淮を討ち取り、翟遼は河北に逃走した。
それまでの功により、左将軍に任じられた。
太元14年（389年）、亡くなった。子はいなかった。

## 人物・逸話
- 若い頃から、才覚の高さで名を知られていた[4]。
- 桓氏は長年荊州刺史の地位にあり、桓石民は才望を兼ね備えていたため、荊州の人々は彼を仰ぐように尊崇した[4]。

## 家系

### 父
- 桓豁

### 兄弟
- 桓石虔
- 桓石秀
- 桓石生
- 桓石綏
- 桓石康

### 妻
- 謝道輝（謝玄の姉妹）